# Belle Air Europe
Belle Air Europe s.r.l. era una compagnia aerea Italiana, costituita nel 2009 e attivata nel 2010 ad Ancona, che operava inizialmente su rotte nazionali italiane e internazionali, alcune delle quali in code sharing con Belle Air, e successivamente dagli aeroporti di Pristina e Skopje, prima della sospensione dei voli nel novembre 2013, per ristrutturazione aziendale, secondo quanto indicato nel sito internet della compagnia.

## Storia
Belle Air Europe fu fondata il 28 luglio 2009 quale sussidiaria interamente controllata dalla compagnia albanese Belle Air, fondata quattro anni prima.
Il 28 luglio 2010 Belle Air Europe ottenne AOC e Licenza Esercizio dall'ENAC.

La società si dotò di un velivolo biturbina ATR 72-500, immatricolato I-LZAN, direttamente dal produttore ATR di Tolosa. Il 28 settembre 2010 effettuò il primo volo di linea. Successivamente, dopo 6 mesi di operazioni, introdusse in flotta un Airbus 319-132 e, dopo pochi mesi, un Airbus 320-214. L'Aeroporto di Ancona-Falconara fu scelto inizialmente per operare alcune rotte interne, come l'annunciato volo per l'Aeroporto di Bergamo-Orio al Serio, che però non vide mai la luce.

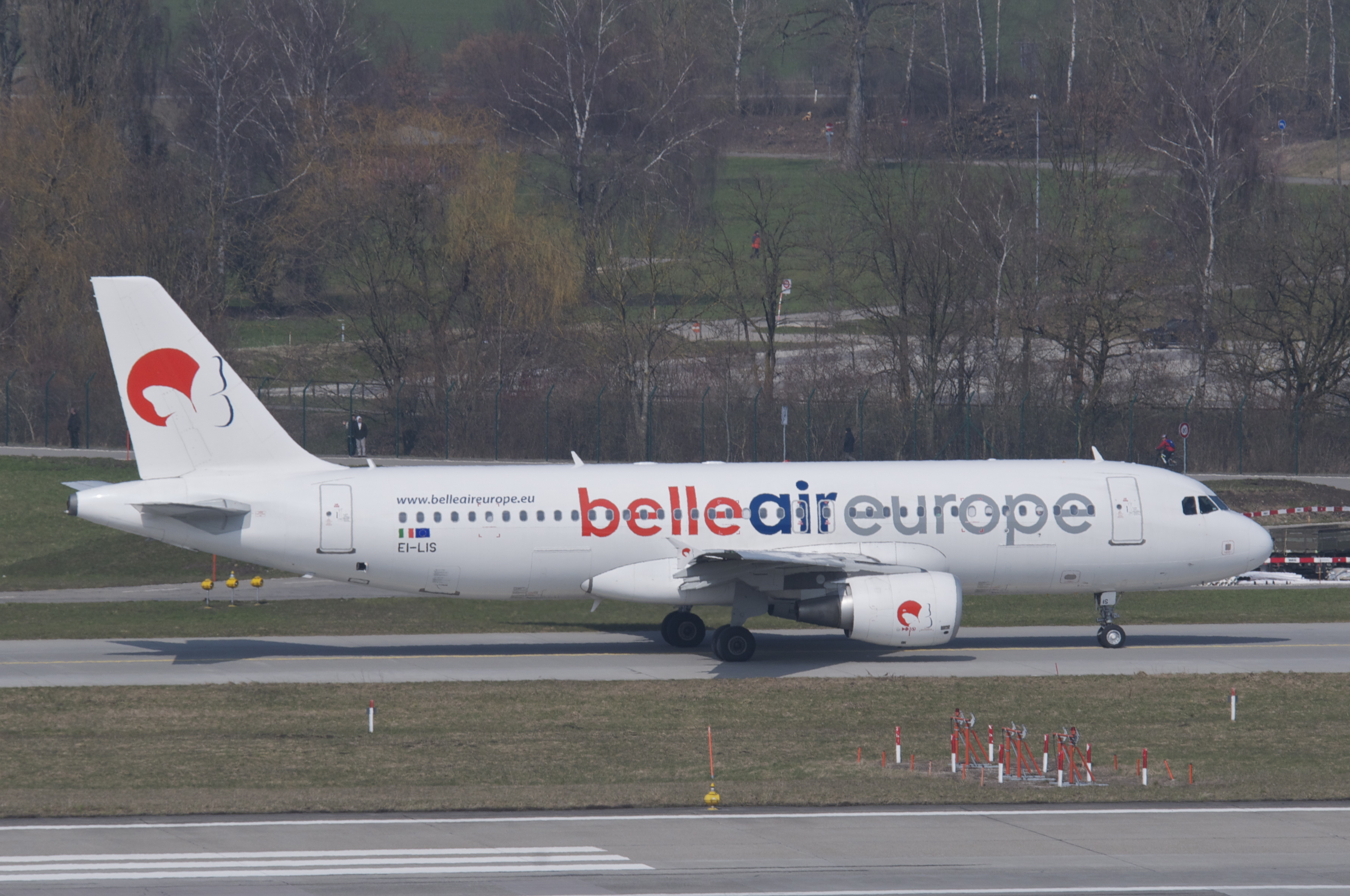
Airbus A320-200 di Belle Air Europe nell'Aeroporto di Zurigo.

Il 31 dicembre 2011, Belle Air e Belle Air Europe raggiunsero oltre 1 milione di passeggeri trasportati e, secondo le statistiche ENAC, il gruppo Belle Air si classificò al 21º posto in Italia per numero dei passeggeri trasportati.

Nel maggio 2012 il velivolo ATR 72-500 fu trasferito alla capofila albanese Belle Air. A metà ottobre dello stesso anno Belle Air Europe stipulò un accordo commerciale con l'aerolinea svizzera Darwin Airline. L'accordo prevedeva anche di operare voli in code-sharing dalla Svizzera per il Kosovo. Belle Air Europe sviluppò infatti 14 rotte che collegavano l'Aeroporto di Pristina con L'Europa, diventando la principale compagnia aerea in questo mercato.

la rete dei servizi poco prima della chiusura

Il 26 novembre 2013 la società sospese le operazioni di volo a seguito, secondo quanto dichiarato dalla stessa compagnia, di pesanti difficoltà economiche.

## Flotta
Belle Air Europe ha operato i seguenti tipi di aerei:
| Tipo di aereo  | Immagine | Capienza passeggeri | Numero di costruzione | Immatricolazione | Note                                  |
| -------------- | -------- | ------------------- | --------------------- | ---------------- | ------------------------------------- |
| Airbus 320-200 |          | 180                 | 3492                  | EI-LIS           |                                       |
| Airbus 319-100 |          | 144                 | 2335                  | EI-LIR           |                                       |
| ATR 72-500     |          | 71                  | 908                   | I-LZAN           | ceduto nel corso del 2011 a Belle Air |